# Targaryendraco
Targaryendraco wiedenrothi
Genre
Espèce
Targaryendraco est un genre fossile de ptérosaures ptérodactyloïdes de taille moyenne, connu par un fossile découvert dans le Crétacé inférieur (Hauterivien) d'Allemagne. 
Une seule espèce est rattachée au genre, Targaryendraco wiedenrothi, décrite à l'origine sous le nom de Ornithocheirus wiedenrothi par Rupert Wild en 1990.

## Découverte et historique
En juillet 1984, le paléontologue amateur Kurt Wiedenroth a découvert des fragments très partiels du squelette d'un ptérosaure dans les argiles hauteriviennes d'Engelbostel, dans la banlieue sud de Hanovre.
En 1990, Rupert Wild a nommé et décrit ce spécimen en tant que nouvelle espèce d'Ornithocheirus : Ornithocheirus wiedenrothi. Wild note des similitudes avec Ornithocheirus compressirostris,.
L'holotype, référencé SMNS 56628, provient de la formation géologique de Stadthagen qui date du tout début de l'Hauterivien, soit il y a environ il y a environ entre 132 Ma (millions d'années). Il consiste en un squelette partiel avec un morceau de la mandibule dont la symphyse, un articulaire droit, un morceau de côte, l'extrémité d'un pied gauche et un bout de doigt, vraisemblablement le premier du troisième doigt gauche, ont été préservés. Le fossile fait partie de la collection du musée national d'histoire naturelle de Stuttgart où Wild travaillait en 1990.
Plusieurs paléontologues ont indiqué que cet animal n'appartenait pas au genre Ornithocheirus, mais ce n'est quand 2019, que Rodrigo V. Pêgas et ses collègues l'ont attribué à un nouveau genre : Targaryendraco.

## Étymologie
Le nom de genre Targaryendraco fait référence à la maison Targaryen qui est l'une des principales maisons de l'univers crée par George R. R. Martin, elle apparaît dans la série de livres Le Trône de fer et son adaptation télévisuelle Game of Thrones. Il et suivi du suffixe latin draco, « dragon », pour donner « dragon de Tangaryen ».
La désignation de l'espèce wiedenrothi rend hommage à son découvreur Kurt Wiedenroth.

## Description
Les inventeurs n'ont pas voulu estimer la taille de ce ptérosaure à dents au vu de la rareté des restes fossiles disponibles. Ils mentionnent néanmoins que 
ses proches parents avaient une envergure de 3 à 4 mètres. D'après le fragment de mandibule retrouvé la longueur totale de sa tête est évaluée à 40 centimètres.
Une autapomorphie est mise en avant pour ce genre. Sa symphyse mandibulaire montre une saillie en forme de dent tournée vers l'avant, formée par la confluence des bords latéraux de la rainure médiane dans sa surface supérieure.

## Classification
Ses inventeurs en 2019 placent Targaryendraco dans son propre clade, les Targaryendraconia, au sein des Lanceodontia, et plus précisément au sein de la famille nouvelle des Targaryendraconidae. Il serait directement lié aux genres Aussiedraco et Barbosania, avec qui il est associé dans une polytomie. Il est proche également des genres Aetodactylus, Camposipterus et Cimoliopterus.
Ci-dessous se trouve un cladogramme basé sur Pêgas et al. (2019). Dans leurs analyses, ils placent Aussiedraco au sein de la famille Targaryendraconidae, elle-même incluse dans le clade plus large Targaryendraconia.
|  | Aussiedraco    |
|  |                |
|  | Barbosania     |
|  |                |
|  | Targaryendraco |
|  |                |

|  | Aetodactylus  |
|  |               |
|  | Camposipterus |
|  |               |
|  | Cimoliopterus |
|  |               |

|  | Aussiedraco    |
|  |                |
|  | Barbosania     |
|  |                |
|  | Targaryendraco |
|  |                |

|  | Aetodactylus  |
|  |               |
|  | Camposipterus |
|  |               |
|  | Cimoliopterus |
|  |               |

|  | Hamipterus    |
|  |               |
|  | Iberodactylus |
|  |               |

|  | Tropeognathus    |
|  |                  |
|  | Coloborhynchinae |
|  |                  |
|  | Anhanguerinae    |
|  |                  |

|  | Hamipterus    |
|  |               |
|  | Iberodactylus |
|  |               |

|  | Tropeognathus    |
|  |                  |
|  | Coloborhynchinae |
|  |                  |
|  | Anhanguerinae    |
|  |                  |

|  | Aussiedraco    |
|  |                |
|  | Barbosania     |
|  |                |
|  | Targaryendraco |
|  |                |

|  | Aetodactylus  |
|  |               |
|  | Camposipterus |
|  |               |
|  | Cimoliopterus |
|  |               |

|  | Aussiedraco    |
|  |                |
|  | Barbosania     |
|  |                |
|  | Targaryendraco |
|  |                |

|  | Aetodactylus  |
|  |               |
|  | Camposipterus |
|  |               |
|  | Cimoliopterus |
|  |               |

|  | Hamipterus    |
|  |               |
|  | Iberodactylus |
|  |               |

|  | Tropeognathus    |
|  |                  |
|  | Coloborhynchinae |
|  |                  |
|  | Anhanguerinae    |
|  |                  |

|  | Hamipterus    |
|  |               |
|  | Iberodactylus |
|  |               |

|  | Tropeognathus    |
|  |                  |
|  | Coloborhynchinae |
|  |                  |
|  | Anhanguerinae    |
|  |                  |

|  | Aussiedraco    |
|  |                |
|  | Barbosania     |
|  |                |
|  | Targaryendraco |
|  |                |

|  | Aetodactylus  |
|  |               |
|  | Camposipterus |
|  |               |
|  | Cimoliopterus |
|  |               |

|  | Aussiedraco    |
|  |                |
|  | Barbosania     |
|  |                |
|  | Targaryendraco |
|  |                |

|  | Aetodactylus  |
|  |               |
|  | Camposipterus |
|  |               |
|  | Cimoliopterus |
|  |               |

|  | Hamipterus    |
|  |               |
|  | Iberodactylus |
|  |               |

|  | Tropeognathus    |
|  |                  |
|  | Coloborhynchinae |
|  |                  |
|  | Anhanguerinae    |
|  |                  |

|  | Hamipterus    |
|  |               |
|  | Iberodactylus |
|  |               |

|  | Tropeognathus    |
|  |                  |
|  | Coloborhynchinae |
|  |                  |
|  | Anhanguerinae    |
|  |                  |

|  | Aussiedraco    |
|  |                |
|  | Barbosania     |
|  |                |
|  | Targaryendraco |
|  |                |

|  | Aetodactylus  |
|  |               |
|  | Camposipterus |
|  |               |
|  | Cimoliopterus |
|  |               |

|  | Aussiedraco    |
|  |                |
|  | Barbosania     |
|  |                |
|  | Targaryendraco |
|  |                |

|  | Aetodactylus  |
|  |               |
|  | Camposipterus |
|  |               |
|  | Cimoliopterus |
|  |               |

|  | Hamipterus    |
|  |               |
|  | Iberodactylus |
|  |               |

|  | Tropeognathus    |
|  |                  |
|  | Coloborhynchinae |
|  |                  |
|  | Anhanguerinae    |
|  |                  |

|  | Hamipterus    |
|  |               |
|  | Iberodactylus |
|  |               |

|  | Tropeognathus    |
|  |                  |
|  | Coloborhynchinae |
|  |                  |
|  | Anhanguerinae    |
|  |                  |